# كريستيان دوريولا
كريستيان دوريولا (Christian d'Oriola) هو لاعب أولمبي لرياضة مبارزة سيف الشيش من فرنسا. شارك في الأولمبياد الصيفي في 1948–1956، وفاز بما مجموعه 6 ميداليات.

## الميداليات
| ذهب | فضة | برونز | المجموع |
| 4   | 2   | 0     | 6       |

## روابط خارجية
- كريستيان دوريولا على موقع اللجنة الأولمبية الدولية (الإنجليزية)
- كريستيان دوريولا على موقع أوليمبيديا (الإنجليزية)